# 市場孝之
市場 孝之（いちば たかゆき、1970年9月8日 - ）は、和歌山県田辺市出身の元大相撲力士、元プロ野球選手（外野手）。
大相撲廃業後にNPBに進んだという異色の経歴の持ち主。

## 来歴・人物
田辺市立明洋中学校時代は野球部で4番を打つ傍らで相撲部でも活躍し、1986年3月の中学卒業と同時に佐渡ヶ嶽部屋に入門して同年3月場所に琴市場（こといちば）の四股名で初土俵を踏んだ。1987年3月場所では6勝1敗の好成績をおさめ、翌5月場所には自己最高位となる序二段42枚目まで昇格したが左膝捻挫のために途中休場し、同年9月場所限りで廃業した。
大相撲廃業後は、1988年4月に国際海洋高校へ入学するとともに、野球部に入部した。1989年12月にロッテオリオンズの練習生となり、1991年のドラフト会議で千葉ロッテマリーンズから7位指名を受け入団した。入団後は一軍出場機会が無いまま1993年限りで現役引退。その後は福岡県粕屋町で開いた野球塾の塾長として指導をしている。また2005年11月30日に社会人野球チームの福岡ミサキブラッサムズ（現：福岡オーシャンズ9）のヘッドコーチにも就任した。
2007年3月2日に福岡県嘉麻市を拠点とする社会人野球チーム「嘉麻市バーニングヒーローズ」を結成。自身は選手兼監督を、井手らっきょが選手会長を務める。2007年度は、九州地区の企業・クラブチーム27チーム中9位になった。2008年の九州地区大会では週1回の練習で強豪JR九州を相手に0-1と、負けはしたが善戦した。
また、2004年に和歌山県田辺市で保育所の体育指導を経験したことと、相撲界とプロ野球界も経験したことから、2008年4月から週1回、嘉麻市を中心に小学校・中学校にゲスト・ティチャーとして体育・道徳を指導している。2009年、東北楽天ゴールデンイーグルスジュニアスクールのコーチに就任した。2010年1月に幼児体育指導者の検定資格を所得し、2010年4月から東北楽天ゴールデンイーグルスジュニアスクール内キッズコースのチーフ幼児体育指導となる。2011年3月から福岡ソフトバンクホークスのリハビリ担当スタッフに就任。同、福岡ソフトバンクホークス内、野球塾のチーフコーチも務める。

## 大相撲成績
- 通算成績：26勝21敗16休（10場所）[1]

## 詳細情報

### 年度別打撃成績
- 一軍公式戦出場なし

### 背番号
- 86 （1990年）
- 94 （1992年 - 1993年）